# Belgische wetgevende verkiezingen 1830
De verkiezingen voor het Nationaal Congres van België vonden plaats op 3 november 1830, minder dan een maand nadat het land zich bij monde van het Voorlopig Bewind onafhankelijk had verklaard. Het Congres, dat 200 leden telde, was een grondwetgevende en voorlopige wetgevende vergadering. Het nam de Belgische Grondwet aan, keurde het Verdrag der XVIII artikelen goed en verrichtte de koningskeuze.

## Kiesstelsel
Het kiesstelsel was het resultaat van een compromis tussen het Voorlopig Bewind en de Grondwetscommissie. Op 10 en 12 oktober 1830 vaardigde het Voorlopig Bewind twee verordeningen uit die het bestaande kiesstelsel in aangepaste vorm overnamen. De getrapte verkiezingen werden afgeschaft. De kiescijns was niet uniform voor het land maar varieerde van stad tot stad (van 13 gulden in Durbuy tot 150 gulden in Brussel), waarbij in sommige steden een hogere cijns gold dan voorheen. Impliciet mochten enkel mannen stemmen en de minimumleeftijd werd op 25 jaar gesteld. Er was ook een capacitair stemrecht ten voordele van bekwaamheidskiezers (geestelijken, officieren vanaf kapitein, rechters, advocaten, pleitbezorgers, notarissen, universitaire doctoren). Er waren 7.670 capaciteitskiezers die niet aan de cijnsvoorwaarde voldeden.
De radicale republikeinen die de gewapende revolutie hadden bewerkstelligd, eisten vergeefs algemeen stemrecht. Op de katholieke vraag om de cijns op het platteland te verlagen werd wel ingegaan: de verordening van 16 oktober 1830 voerde een halvering door en stelde de geplande datum een week uit tot 3 november. In totaal leverde dit 46.099 kiesgerechtigden op, van wie er zo'n dertigduizend naar de stembus gingen (ca. 0,75% van de bevolking).
Het besluit van 12 oktober 1830 verdeelde de 200 zetels over 44 arrondissementen. Samen met deze afgevaardigden werden in elk arrondissement een gelijk aantal plaatsvervangers gekozen. Om verkozen te worden in de eerste ronde moest men de volstrekte meerderheid van de stemmen bekomen, in de tweede ronde volstond een relatieve meerderheid.
| Provincie            | Kieskring     | Afgevaardigden |
| -------------------- | ------------- | -------------- |
| Antwerpen (18)       | Antwerpen     | 8              |
| Antwerpen (18)       | Mechelen      | 5              |
| Antwerpen (18)       | Turnhout      | 5              |
| Limburg (17)         | Hasselt       | 5              |
| Limburg (17)         | Maastricht    | 7              |
| Limburg (17)         | Roermond      | 5              |
| Oost-Vlaanderen (35) | Aalst         | 6              |
| Oost-Vlaanderen (35) | Oudenaarde    | 5              |
| Oost-Vlaanderen (35) | Gent          | 12             |
| Oost-Vlaanderen (35) | Eeklo         | 2              |
| Oost-Vlaanderen (35) | Dendermonde   | 4              |
| Oost-Vlaanderen (35) | Sint-Niklaas  | 6              |
| West-Vlaanderen (28) | Brugge        | 5              |
| West-Vlaanderen (28) | Roeselare     | 3              |
| West-Vlaanderen (28) | Tielt         | 3              |
| West-Vlaanderen (28) | Kortrijk      | 7              |
| West-Vlaanderen (28) | Ieper         | 4              |
| West-Vlaanderen (28) | Veurne        | 2              |
| West-Vlaanderen (28) | Diksmuide     | 2              |
| West-Vlaanderen (28) | Oostende      | 2              |
| Brabant (27)         | Leuven        | 7              |
| Brabant (27)         | Brussel       | 14             |
| Brabant (27)         | Nijvel        | 6              |
| Henegouwen (30)      | Doornik       | 8              |
| Henegouwen (30)      | Ath           | 4              |
| Henegouwen (30)      | Charleroi     | 5              |
| Henegouwen (30)      | Thuin         | 3              |
| Henegouwen (30)      | Bergen        | 6              |
| Henegouwen (30)      | Zinnies       | 4              |
| Luik (19)            | Hoei          | 3              |
| Luik (19)            | Waremme       | 2              |
| Luik (19)            | Luik          | 9              |
| Luik (19)            | Verviers      | 5              |
| Luxemburg (16)       | Aarlen        | 2              |
| Luxemburg (16)       | Luxemburg     | 3              |
| Luxemburg (16)       | Diekirch      | 2              |
| Luxemburg (16)       | Grevenmacher  | 2              |
| Luxemburg (16)       | Marche        | 2              |
| Luxemburg (16)       | Bastenaken    | 1              |
| Luxemburg (16)       | Neufchâteau   | 2              |
| Luxemburg (16)       | Virton        | 2              |
| Namen (10)           | Namen         | 5              |
| Namen (10)           | Dinant        | 3              |
| Namen (10)           | Philippeville | 2              |
| Totaal               | Totaal        | 200            |

## Verloop
Tijdens de verkiezingen deden zich talrijke onregelmatigheden voor, die door het Voorlopig Bewind werden beslecht in het voordeel van de revolutionairen. In de steden werden vooral Belgischgezinde burgers en aristocraten verkozen, en ook orangisten. Gematigde unionisten en conservatieve katholieken deden het goed. De republikeinen behaalden ongeveer een tiende van de zetels.

## Nasleep
De grondwet die in februari 1831 werd aangenomen, stelde een bicameraal parlement in, waarvoor de eerste verkiezingen een jaar later werden gehouden.

## Voetnoten
1. ↑  Recueil des lois et actes géneraux du gouvernement, en vigueur dans le Royaume des Pays-Bas, vol. I, 1831, p. 55. Gearchiveerd op 1 juni 2023.
2. ↑  Els Witte, Belgische republikeinen. Radicalen tussen twee revoluties (1830-1850), 2020, p. 107. ISBN 9789463105071
3. ↑  Els Witte, Belgische republikeinen. Radicalen tussen twee revoluties (1830-1850), 2020, p. 109. ISBN 9789463105071